# Vincenzo Puccio
Vincenzo Puccio (né à Palerme le 27 novembre 1945 et mort dans la même ville le 11 mai 1989) était membre de la mafia sicilienne.

## Biographie
Vincenzo Puccio est né à Palerme en 1945. Il a rejoint la famille mafieuse Ciaculli à la fin des années 1970. Comme de nombreux autres membres de cette famille, il a beaucoup opéré sous les ordres des Corleonesi.
Le 4 mai 1980, Vincenzo Puccio a été arrêté avec quatre autres hommes lors du meurtre du capitaine des Carabiniers Emanuele Basile. Puccio et ses complices ont été jugés deux fois; le premier procès a été annulé et ils ont été acquittés au second. Dans le cadre de la loi sicilienne, le juge, malgré l'acquittement, a ordonné que les trois hommes soient envoyés en exil en Sardaigne, mais ils ont rapidement regagné la Sicile.
Puccio a également été impliqué dans le meurtre du colonel des Carabiniers Giuseppe Russo, le 20 août 1977, du juge Antimafia Cesare Terranova.
En 1985, Puccio et Giuseppe Lucchese ont assassiné leur patron, Pino Greco, sur ordre de Salvatore Riina. En récompense, Puccio a obtenu le poste de chef de la famille mafieuse et le mandamento de Ciaculli. En 1990, l'informateur, Francesco Marino Mannoia, a confirmé qu'en 1987 Puccio est devenu le patron de la famille Ciaculli après le meurtre de son prédécesseur, Pino Greco. À la fin de 1986, Puccio a été capturé et soupçonné de multiples meurtres. Le 11 mai 1989, il est battu à mort dans sa cellule de la prison d'Ucciardone de Palerme, par ses codétenus Antonino et Giuseppe Marchese, deux autres mafieux qui ont agi sur ordre de Riina. Puccio avait projeté de renverser Riina et Bernardo Provenzano, les mafiosi les plus puissants de la mafia sicilienne. Riina avait découvert ce complot par Leoluca Bagarella venu à connaissance du plan.
Antonino et Giuseppe Marchese, les deux neveux d'un autre patron de la mafia, Filippo Marchese ont affirmé avoir tué Vincenzo Puccio en légitime défense après une bagarre, mais leur revendication a été démentie par Riina qui a délibérément fait tuer le frère de Vincenzo Puccio, Pietro, le même jour à l'extérieur de prison. Ils ont tous deux été condamnés à la prison à vie pour ce meurtre. Le successeur de Puccio à la tête de la famille de la mafia Ciaculli est Giuseppe Lucchese.
Giuseppe Marchese (it) a ensuite coopéré avec le gouvernement et est devenu pentito. Il a confirmé les détails que Francesco Marino Mannoia avait donnés précédemment sur les événements ayant conduit au meurtre de Puccio sur ordre de Riina. 
L'un des autres frères de Vincenzo Puccio, Antonino Puccio, a été tué le 5 juillet 1989, probablement pour l'empêcher de venger la mort de Vincenzo et Pietro. En octobre 1993, neuf mois après sa capture, Riina a été condamné pour avoir ordonné ces meurtres.